# Argentine (Savoie)
Pour les articles homonymes, voir Argentine (homonymie).
Argentine est une commune française située dans le département de la Savoie, en région Auvergne-Rhône-Alpes.

## Géographie

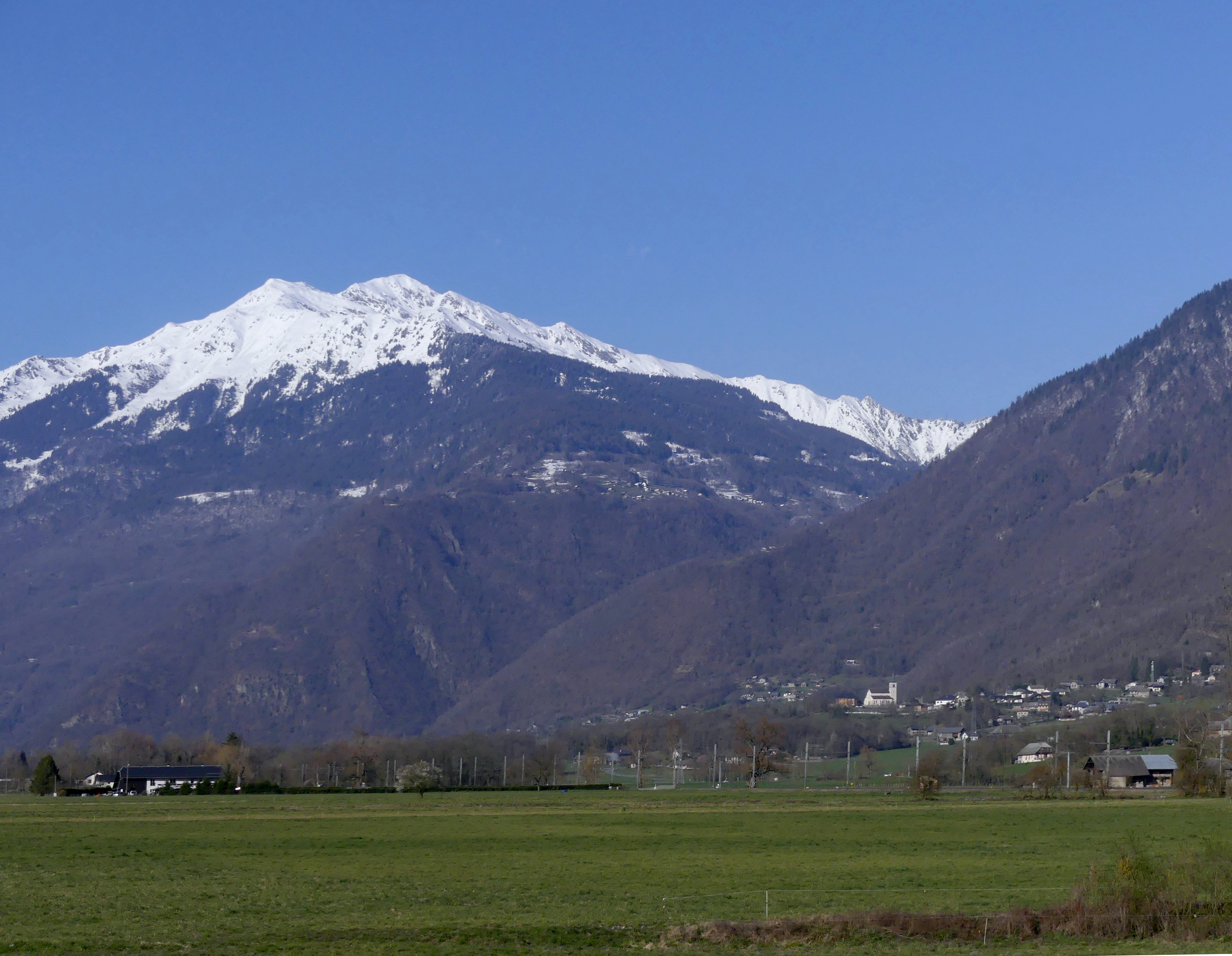
La plaine d'Argentine, le chef-lieu à droite et le Grand Arc enneigé.

### Situation
Argentine est une commune de la Basse-Maurienne, située sur la rive droite de l'Arc, à 6 km en amont d'Aiguebelle.
La superficie de la commune est de 2 520 ha, dont la moitié correspond à de la surface forestière. La commune est composée de six villages, qui sont, du nord vers le sud, Les Bottets, Verdet, La Perrière (chef-lieu), Le Rivier, La Chaudanne, auxquels s'ajoutent une vingtaine de lieux-dits et hameaux : Barrioz, Chapitre, Charrière Chaude, Château, Cléments, Crey, Combe, Coudray, Durands, Fay, Gémilly, Madeleine, Montchabert, Montchavet, Montgodioz, Motte, Rivier, Roche, Route Nationale, Rubaud, Plagne, et Tour.

### Climat
Pour des articles plus généraux, voir Climat d'Auvergne-Rhône-Alpes et Climat de la Savoie.
En 2010, le climat de la commune est de type climat de montagne, selon une étude du Centre national de la recherche scientifique s'appuyant sur une série de données couvrant la période 1971-2000. En 2020, Météo-France publie une typologie des climats de la France métropolitaine dans laquelle la commune est exposée à un climat de montagne ou de marges de montagne et est dans la région climatique Alpes du nord, caractérisée par une pluviométrie annuelle de 1 200 à 1 500 mm, irrégulièrement répartie en été.
Pour la période 1971-2000, la température annuelle moyenne est de 10,4 °C, avec une amplitude thermique annuelle de 19,1 °C. Le cumul annuel moyen de précipitations est de 1 369 mm, avec 10,7 jours de précipitations en janvier et 8,9 jours en juillet. Pour la période 1991-2020, la température moyenne annuelle observée sur la station météorologique de Météo-France la plus proche, « Saint-Alban des Hurtières », sur la commune de Saint-Alban-d'Hurtières à 3 km à vol d'oiseau, est de 11,0 °C et le cumul annuel moyen de précipitations est de 1 274,5 mm,. Pour l'avenir, les paramètres climatiques de la commune estimés pour 2050 selon différents scénarios d'émission de gaz à effet de serre sont consultables sur un site dédié publié par Météo-France en novembre 2022.

## Urbanisme

### Typologie
Au 1er janvier 2024, Argentine est catégorisée commune rurale à habitat dispersé, selon la nouvelle grille communale de densité à sept niveaux définie par l'Insee en 2022.
Elle est située hors unité urbaine et hors attraction des villes,.

### Occupation des sols
L'occupation des sols de la commune, telle qu'elle ressort de la base de données européenne d’occupation biophysique des sols Corine Land Cover (CLC), est marquée par l'importance des forêts et milieux semi-naturels (80,1 % en 2018), une proportion sensiblement équivalente à celle de 1990 (80,8 %). La répartition détaillée en 2018 est la suivante : 
forêts (61,3 %), zones agricoles hétérogènes (14,7 %), espaces ouverts, sans ou avec peu de végétation (12,5 %), milieux à végétation arbustive et/ou herbacée (6,3 %), zones urbanisées (4,3 %), prairies (0,8 %).
L'IGN met par ailleurs à disposition un outil en ligne permettant de comparer l’évolution dans le temps de l’occupation des sols de la commune (ou de territoires à des échelles différentes). Plusieurs époques sont accessibles sous forme de cartes ou photos aériennes : la carte de Cassini (XVIIIe siècle), la carte d'état-major (1820-1866) et la période actuelle (1950 à aujourd'hui).

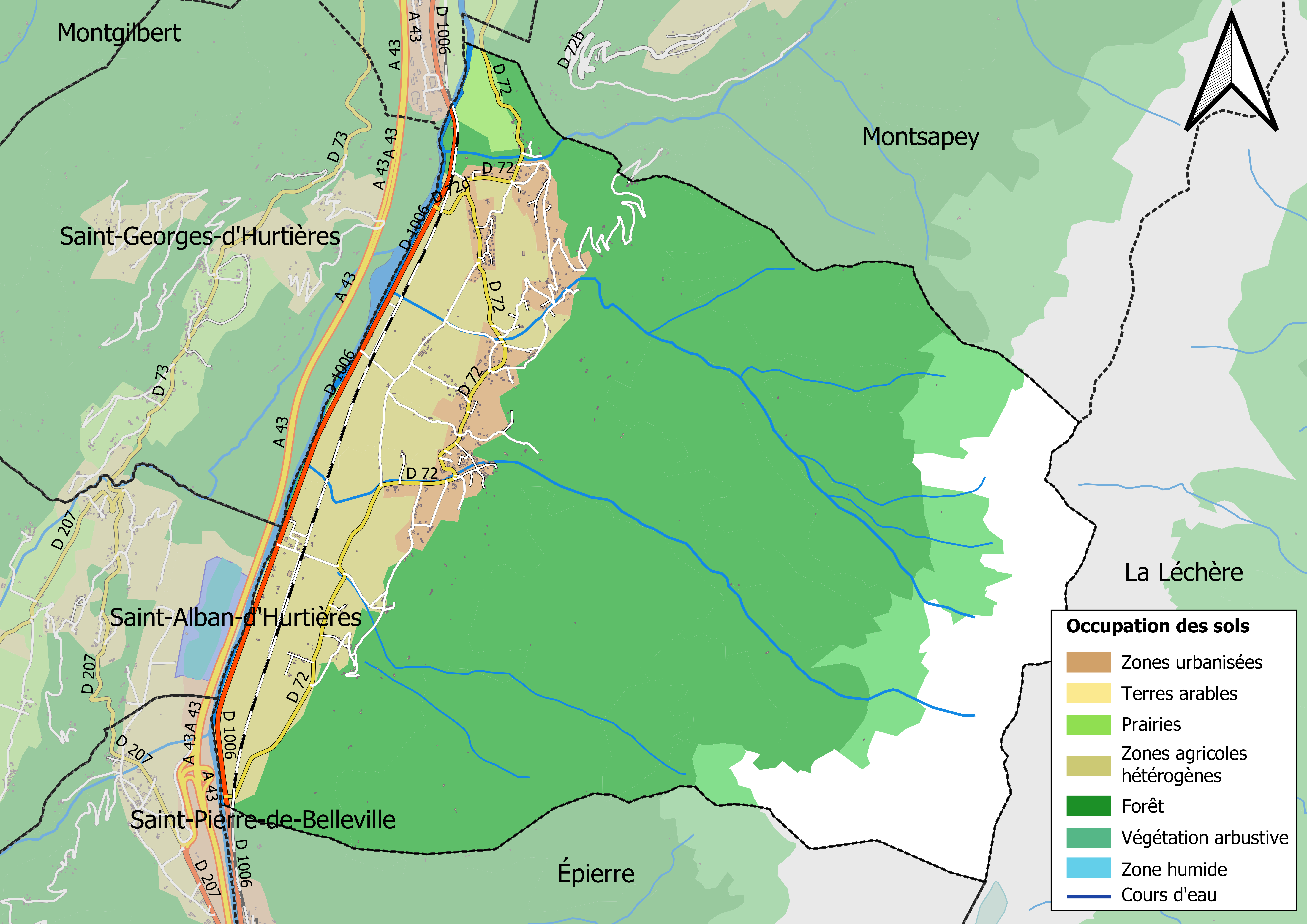
Carte des infrastructures et de l'occupation des sols en 2018 (CLC) de la commune.
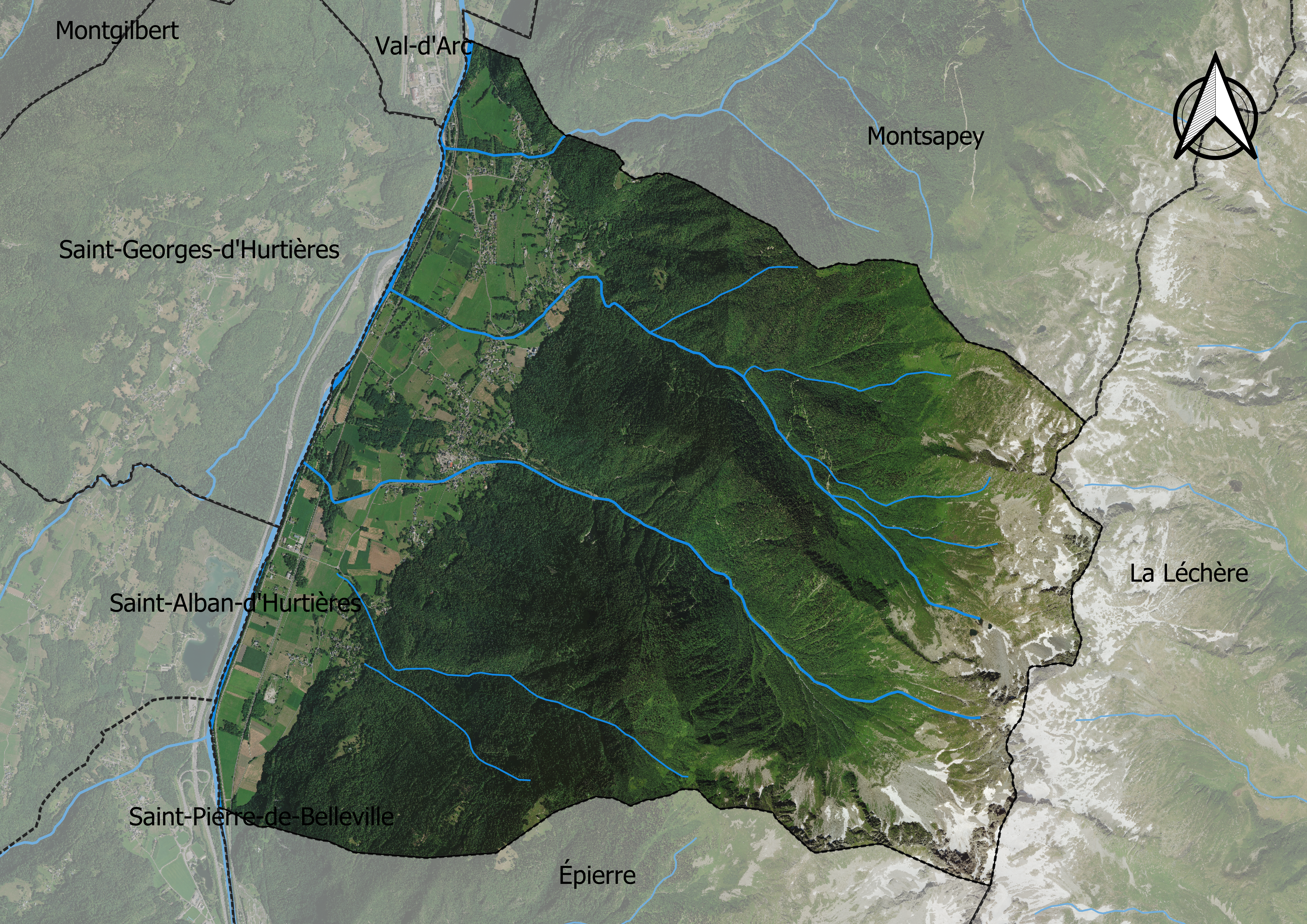
Carte orthophotogrammétrique de la commune.

## Toponymie
Dans les documents médiévaux, Argentine est mentionnée sous les formes suivantes Argentina (1129, 1184), Argentine (1129, 1285), Apud Argentinam (1269),,.
Le toponyme Argentine est un nom dérivant du latin argentaria (ou du gaulois arganto) et désigne l'« emplacement de mines métallifères réelles ou supposées »,. Pour la commune savoyarde, le nom fait référence aux mines de plomb argentifère exploitées autrefois sur le territoire de la commune,. Il s'agit du seul toponyme existant en France.
En francoprovençal, le nom de la commune s'écrit Arzhantena, selon la graphie de Conflans.

## Histoire

### Période médiévale
Les mines de plomb argentifère de Montchabert semblent à l'origine du nom de la paroisse puis de la commune. Les habitants ont d'ailleurs exploité le fer dans des fonderies au cours du Moyen Âge. Toutefois aucune trace de cette activité proto-industrielle avant le XIIe siècle.
La bulle pontificale de Lucius III, de l'année 1184, confirme la juridiction épiscopale de Maurienne sur dix-sept paroisses dont Argentine,.
L'évêque de Maurienne fait édifier un château, cité en 1269. En 1285, un conflit éclate entre l'évêque et le comte de Savoie concernant les droits sur Argentine, l'évêque obtient la confirmation de ceux-ci. C'est à cette période que le château devient le siège d'une châtellenie épiscopale.
Selon le chanoine Gros, un autre château dit Tour Brûlée aurait existé.

### Période contemporaine
Comme la plupart des possessions épiscopales, dite Terre limitée, la paroisse est affranchie en partie en 1768, mais sous certaines conditions et en échange d'un cens annuel de 760 livres.
Le duché de Savoie est occupé par les troupes révolutionnaires françaises depuis 1792 et reste français jusqu'en 1815.
Lors du retrait des troupes allemandes, en 1944, à la fin de la Seconde Guerre mondiale, la commune, comme tous les villages voisins, subit des destructions, notamment l'église paroissiale.

## Politique et administration
| Période                                  | Période                  | Identité             | Étiquette | Qualité  |
| ---------------------------------------- | ------------------------ | -------------------- | --------- | -------- |
| Les données manquantes sont à compléter. |                          |                      |           |          |
| juin 1995                                | mars 2014                | René Vigne           |           |          |
| mars 2014                                | En cours (au avril 2014) | Jean-Jacques Mellier | SE        | Retraité |

## Population et société

### Démographie
Ses habitants sont appelés les Argentin(e)s,.

L'évolution du nombre d'habitants est connue à travers les recensements de la population effectués dans la commune depuis 1793. Pour les communes de moins de 10 000 habitants, une enquête de recensement portant sur toute la population est réalisée tous les cinq ans, les populations de référence des années intermédiaires étant quant à elles estimées par interpolation ou extrapolation. Pour la commune, le premier recensement exhaustif entrant dans le cadre du nouveau dispositif a été réalisé en 2004.

En 2022, la commune comptait 952 habitants, en évolution de −0,1 % par rapport à 2016 (Savoie : +3,63 %, France hors Mayotte : +2,11 %).
| 1793 | 1800  | 1806  | 1822  | 1838  | 1848  | 1858  | 1861  | 1866  |
| ---- | ----- | ----- | ----- | ----- | ----- | ----- | ----- | ----- |
| 903  | 1 024 | 1 036 | 1 370 | 1 379 | 1 476 | 1 678 | 1 608 | 1 585 |

| 1872  | 1876  | 1881  | 1886  | 1891  | 1896  | 1901  | 1906  | 1911  |
| ----- | ----- | ----- | ----- | ----- | ----- | ----- | ----- | ----- |
| 1 625 | 1 654 | 1 723 | 1 728 | 1 591 | 1 540 | 1 602 | 1 605 | 1 519 |

| 1921  | 1926  | 1931  | 1936  | 1946 | 1954  | 1962 | 1968 | 1975 |
| ----- | ----- | ----- | ----- | ---- | ----- | ---- | ---- | ---- |
| 1 302 | 1 148 | 1 035 | 1 022 | 893  | 1 004 | 867  | 810  | 695  |

| 1982 | 1990 | 1999 | 2004 | 2006 | 2009 | 2014 | 2019 | 2022 |
| ---- | ---- | ---- | ---- | ---- | ---- | ---- | ---- | ---- |
| 623  | 691  | 688  | 805  | 839  | 892  | 947  | 955  | 952  |

### Enseignement
La commune est rattachée à l'académie de Grenoble.

## Culture locale et patrimoine

### Lieux et monuments

#### Église d'Argentine
L'église, dédiée à St Jean-Baptiste, est consacrée le 3 octobre 1649. La nouvelle construction, qui remplace un édifice très modeste, est due à un membre de la famille Castagneri de Châteauneuf. Les éléments repris sont la nef, le chœur et la porte. Deux nefs ont été ajoutées en 1849. En 1894, l'église est agrandie avec des bas-côtés et une tribune car elle était devenue trop petite pour accueillir 1 700 fidèles). La famille Castagneri y possède un caveau familial, sous une dalle funéraire.
Le portail, classé monument historique, date de 1638. Son encadrement est en fonte moulée. Il est orné d'un châtaignier et surmonté de l'emblème des Castagneri, ainsi que leur devise en latin pasco bonos pugnoque malos (je fais paître les bons et je combats les méchants). Le décor de la porte est unique en Savoie.
L'église possède une chaire en noyer d'Argentine (comme celle de la cathédrale de Saint-Jean-de-Maurienne) et une croix de la passion (une autre existe à Bessans).

#### Tour des Évêques
Le château d'Argentine, édifié par les évêques de Maurienne, est mentionné dans la deuxième moitié du XIIIe siècle. Seule subsiste une tour dite « des Évêques », située contre le cimetière, elle est en assez mauvais état.

#### Hameau de Gémilly
Au hameau de Gémilly, un « château », décrit comme « un ensemble de grosses maisons », aurait été édifié au XVIIe siècle et a appartenu à la famille de Castagnery (Castagneri). Une chapelle a été construite à proximité, elle a été détruite à la suite d'un violent orage.
A proximité, une tour dite de Castagneri, bâtie sur des bases plus anciennes, daterait du XIIe ou XIIIe siècle.

### Patrimoine culturel
- Le musée du Félicien, présentation de la vie agricole d'antan, avec trois courts métrages réalisés en 2000[25] ;
- Le village compte plusieurs petites centrales hydroélectriques : la Balme, Montartier, la Christine.